# القريه الحمراء (فرع العدين)

تعديل مصدري - تعديل

القرية الحمراء محلة تابعة لقرية حصة، التابعة لعزلة الاخماس بمديرية فرع العدين إحدى مديريات محافظة إب في الجمهورية اليمنية، بلغ تعداد سكانها 72 حسب تعداد اليمن لعام 2004.